# Ležáky
Ležáky era un villaggio del comune di Miřetice, nella regione di Pardubice, in Repubblica Ceca. Nel 1942, durante l'occupazione tedesca della Cecoslovacchia fu distrutto dai nazisti come rappresaglia per l'uccisione del protettore della Boemia e Moravia Reinhard Heydrich.

## Storia
Nel dicembre 1941 furono paracadutati nella zona alcuni militari del governo cecoslovacco in esilio nell'ambito dell'operazione Silver A. Gli abitanti di Ležáky aiutarono questi uomini nascondendo la loro attrezzatura radiofonica.
Il 27 maggio 1942 il protettore di Boemia e Moravia Heydrich fu ferito da un commando di militari cecoslovacchi nell'ambito dell'operazione Anthropoid. Il 4 giugno successivo il gerarca nazista morì. Dopo aver proclamato la legge marziale, il 10 giugno i tedeschi piombarono sul villaggio di Lidice. Gli abitanti di questo piccolo villaggio erano stati infatti ingiustamente accusati di aver coperto gli uomini del commando che aveva ferito mortalmente Heydrich. Così, per rappresaglia, i nazisti fucilarono tutti gli abitanti maschi di Lidice tra i 14 e i 60 anni.  
Qualche giorno più tardi, durante una perquisizione a Ležáky, alcuni agenti della Gestapo trovarono l'attrezzatura radiofonica degli uomini dell'operazione Silver A. Alfréd Bartoš, capo del commando di Silver A, si suicidò immediatamente dopo. Questo però non risparmiò gli abitanti del piccolo villaggio. Il 24 giugno circa 500 SS circondarono Ležáky, rastrellarono tutti gli abitanti e distrussero tutte le case. Tutti e 33 gli adulti, sia uomini che donne, furono immediatamente giustiziati mentre 13 bambini vennero temporaneamente risparmiati. A metà dicembre 1943 le rovine di Ležáky vennero rimosse da un gruppo di internati.
Dei tredici bambini, due sorelline furono affidate ad una famiglia per essere germanizzate, mentre i restanti 11 furono mandati nel Campo di sterminio di Chełmno, dove, insieme ad una bambina di Lidice furono gassati nell'estate 1942.